# Yutog Yönten Gönpo
Yutog Yönten Gönpo is in de klassieke Tibetaanse geschiedschrijving een arts, die geleefd zou moeten hebben tijdens  de periode van de koning Trisong Detsen (742-ca. 800) van het Tibetaanse rijk.
In een deel van die geschiedschrijving is hij de auteur van een eerste versie van de Vier medische tantra's en tot op heden het belangrijkste werk in de traditionele Tibetaanse geneeskunde. Yutog Yönten Gönpo zou deze eerste versie hebben kunnen schrijven dankzij vertalingen door Vairocana van een aantal Indiase bronnen op het gebied van de geneeskunde.
Er is bij tibetologen op zijn minst ernstige twijfel aan het historisch bestaan van Yutog Yönten Gönpo. De in die geschiedschrijving altijd genoemde verwantschap met de duidelijk wel historische Yutog Sarma Yönten Gönpo (de jongere) is dan ook twijfelachtig. Wetenschappelijk onderzoek heeft uitgewezen dat de tekst van de Vier medische mantra's uit de twaalfde eeuw moet dateren.
De klassieke Tibetaanse geschiedschrijving kijkt  op de periode van het Tibetaanse  rijk vaak terug als een gouden eeuw, die dan ook wordt bewierookt. Belangrijke elementen daarin zijn de introductie en vestiging van het boeddhisme, die Tibet tot een boeddhistisch land maken. Zo wordt ook de eerste geschiedenis van de ontwikkeling van de geneeskunde in Tibet beschreven.
Darmo Lopsang Chodrak (1638-1710) was de lijfarts van de 5e dalai lama. Hij schreef een hagiografie  over  Yutog Yönten Gönpo. Daarbij heeft ongetwijfeld gebruik gemaakt van eerder hagiografisch materiaal uit de tijd van Yutog Sarma Yönten Gönpo.
Een van de belangrijkste delen van het verhaal beschrijft een ontmoeting  tussen Yutog Yönten Gönpo en negen buitenlandse artsen. De constructie van dit deel van het verhaal heeft een grote gelijkenis met de beschrijving van het debat tussen meerdere boeddhistische stromingen, het zogenaamde Concilie van Lhasa, in het Testament van Ba. De buitenlandse artsen  stellen Yutog Yönten Gönpo veel vragen over de geschiedenis van de geneeskunde en de medische praktijk. Op iedere vraag heeft Yutog Yönten Gönpo een overtuigend antwoord. De teneur van de tekst is dan ook dat Tibet in de periode van het Tibetaanse rijk al over de beste arts van de toen bekende wereld beschikt in de persoon van  Yutog Yönten Gönpo